# Locomozione nello spazio

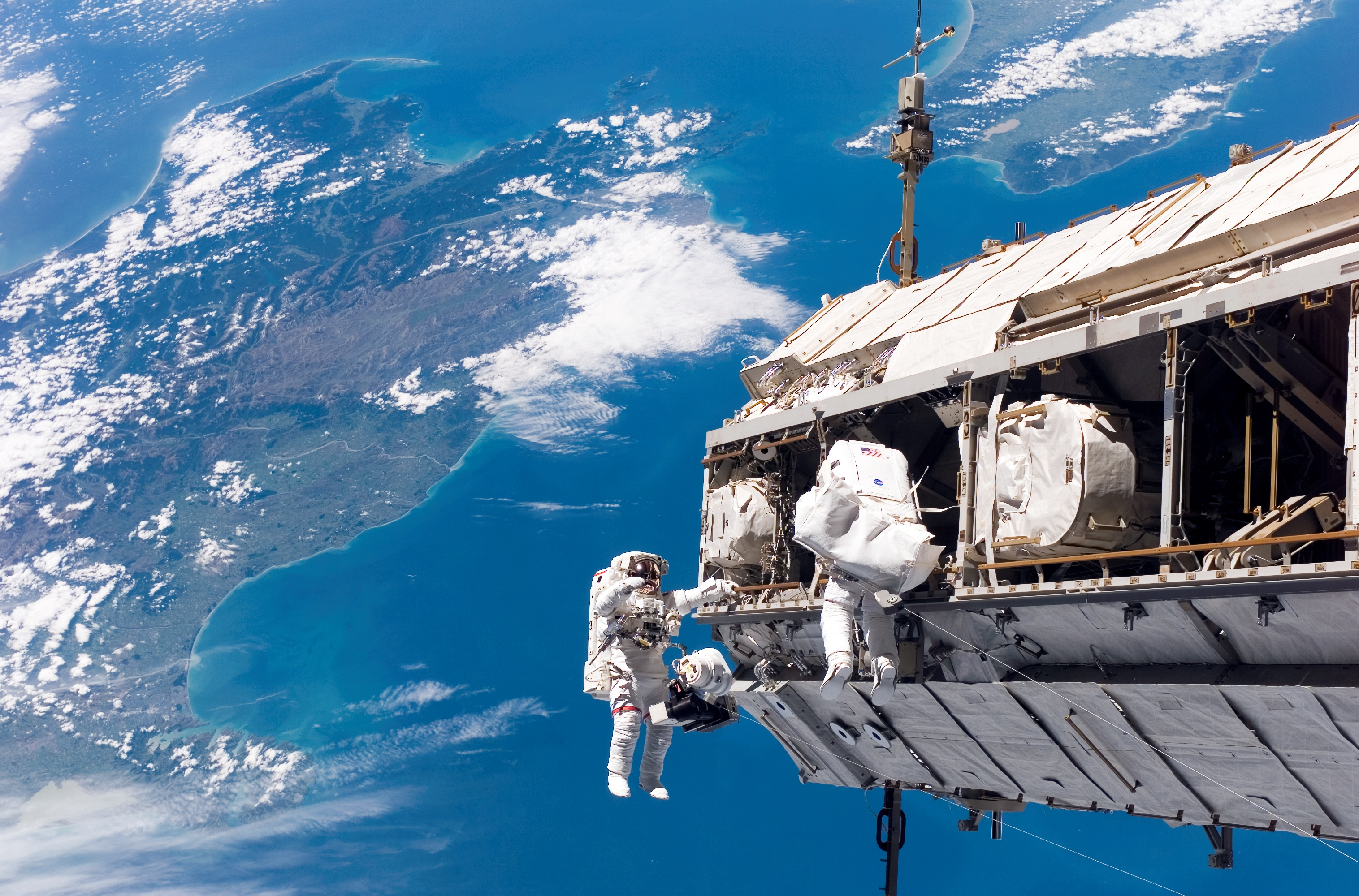
Gli astronauti Robert Curbeam e Christer Fuglesang della missione Space Shuttle STS-116 durante un'attività extraveicolare (EVA) all'esterno della Stazione spaziale internazionale (ISS)

Locomozione nello spazio include tutte le azioni o i metodi utilizzati per muovere il proprio corpo in condizioni di microgravità attraverso lo spazio esterno. La locomozione in queste condizioni è diversa dalla locomozione in un campo gravitazionale, come quello terrestre. Ci sono molti fattori che contribuiscono a queste differenze, e sono cruciali quando si studia la sopravvivenza a lungo termine degli esseri umani nello spazio.

## Sfide della locomozione a gravità ridotta
Gli esseri umani si sono evoluti in un ambiente con gravità pari a 1 G e sono quindi abituati alle normali condizioni atmosferiche della Terra; inoltre, l'ambiente di microgravità dello spazio può avere effetti enormi sul corpo umano e sulla sua locomozione.

### Condizioni ambientali
Le condizioni ambientali nello spazio sono dure e richiedono attrezzature complesse per la sopravvivenza e lo svolgimento delle attività quotidiane. Sono molti i fattori ambientali da considerare, sia all'interno che all'esterno della navicella spaziale in cui lavorano gli astronauti.
 Questi fattori includono, ma non si limitano a, il movimento in assenza di peso, l'equipaggiamento generale necessario per raggiungere la destinazione desiderata nello spazio e attrezzature come le tute spaziali che ostacolano la mobilità. Quando si svolgono attività extraveicolari (EVA) è importante proteggersi dal vuoto dello spazio. L'esposizione a questo ambiente ostile può causare la morte in poco tempo. I principali fattori ambientali di preoccupazione nello spazio includono:
- assenza di ossigeno
- differenze estreme di pressione e temperatura
- livelli di radiazioni più elevati

### Effetti nel corpo umano
L'esposizione prolungata alla gravità ridotta provoca molti effetti negativi, simili a quelli dell'invecchiamento e delle malattie. Alcuni effetti di lunga durata della gravità ridotta possono essere simulati sulla Terra utilizzando il riposo a letto.
Questi effetti includono:
- atrofia muscolare[8]
- Deallenamento (ad esempio costrizione arteriosa, osteopenia[9][10])
- sintomi simili all'invecchiamento o alla malattia
- spostamenti di fluidi verso la testa (mal di testa, congestione sinusale/nasale, gonfiore facciale)[1]
- diminuzione del volume muscolare[10]
- diminuzione della resistenza ossea e fratture
- aumento della fatica e perdita di forza generale
- diminuzione del controllo locomotorio[11]
- cinetosi
- problemi di vista
- flatulenza eccessiva
- altri effetti fisici
- effetti psicologici

Il volume muscolare può diminuire fino al 20% in una missione di sei mesi e la densità ossea nell'anca può diminuire a una velocità di circa l'1,4% in un mese.
Uno studio condotto da Fitts e Trappe ha esaminato gli effetti di un volo spaziale prolungato (definito come di circa 180 giorni) sui muscoli scheletrici umani utilizzando biopsie muscolari. È stato dimostrato che l'assenza di peso prolungata causa una significativa perdita di massa, forza e produzione di potenza nei muscoli soleo e gastrocnemio. Esistono numerose contromisure a questi effetti, ma finora non sono stati sufficienti a compensare gli effetti dannosi dei viaggi spaziali e gli astronauti necessitano di una lunga riabilitazione al loro ritorno sulla Terra.

## Tecnologia utilizzata per compensare gli effetti negativi
Per compensare gli effetti negativi dell'esposizione prolungata alla microgravità, gli scienziati hanno sviluppato numerose tecnologie con vari gradi di successo.

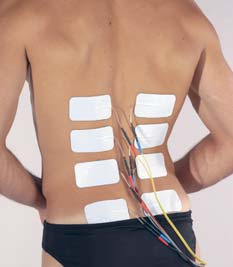
Stimolazione muscolare elettrica NMES per la schiena.

### Stimolazione elettrica
L'elettrostimolazione muscolare transcutanea (EMS) fa uso della corrente elettrica per stimolare l'attività muscolare. Questo metodo è teoricamente utilizzato per prevenire l'atrofia e la debolezza muscolare. L'efficacia di questo approccio è stata testata in uno studio di riposo a letto di 30 giorni condotto da Duovoisin nel 1989. Sebbene i pazienti mostrassero tassi ridotti di atrofia muscolare nell'arto stimolato, non vi erano prove a sostegno del fatto che questo metodo avrebbe necessariamente prevenuto tali effetti. Più di recente, nel 2003, Yoshida et al. hanno condotto uno studio sulla sospensione degli arti posteriori nei ratti. Questo studio ha concluso che la sospensione degli arti posteriori e l'EMS hanno avuto un certo successo nella prevenzione del deterioramento della funzionalità muscolare indotto dal non utilizzo. Sono stati condotti diversi studi scientifici che menzionano l'applicazione di questa tecnica come contromisura nei voli spaziali a lungo termine.

### Tute di carico
Le tute di carico sono indumenti utilizzati per aiutare a mantenere il carico sulle ossa durante la loro permanenza nello spazio e che non sono confondere con le tute spaziali, che aiutano gli astronauti a sopravvivere al clima duro all'esterno di un veicolo come la Stazione Spaziale Internazionale (ISS).

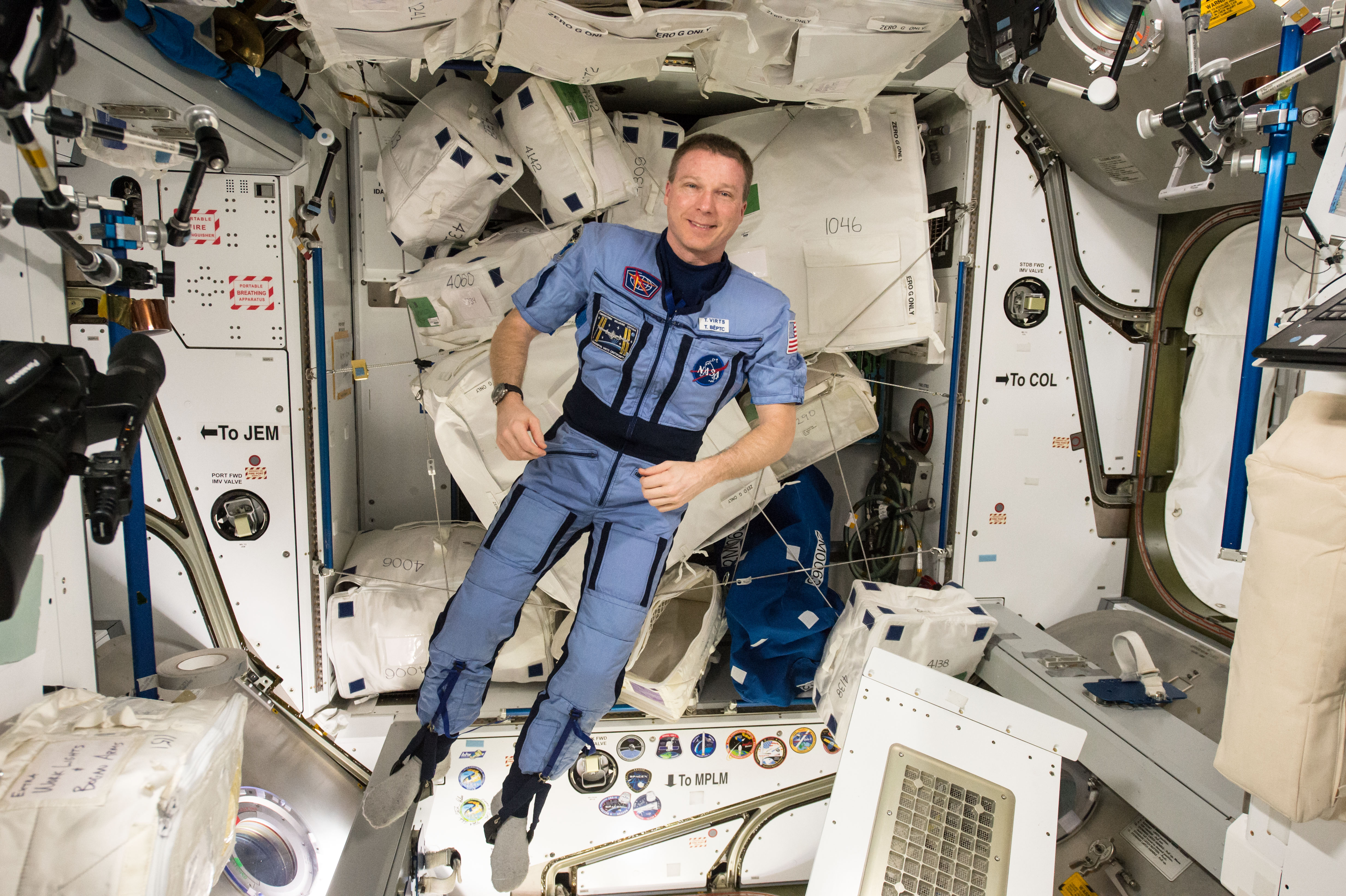
Il comandante dell'Expedition 43 Terry Virts si prepara al suo ritorno sulla Terra nel maggio 2015 indossando la tuta Pingvin

#### Pingvin suit
La tuta Pingvin è progettata per aggiungere carichi muscoloscheletrici a specifici gruppi muscolari durante i voli spaziali, al fine di prevenire l'atrofia dei muscoli della schiena. Questa tuta leggera è dotata di una serie di elastici per creare dei carichi corporei verticali. Carica separatamente la parte superiore e inferiore del corpo. La parte superiore del corpo può sopportare un carico fino a 40 kg. Gli utenti hanno trovato questa tuta calda e scomoda, nonostante il suo peso ridotto.

#### Gravity Loading Countermeasure Skinsuit (GLCS)
Il GLCS è un indumento progettato per aiutare ad attenuare gli effetti del deallenamento muscoloscheletrico. È in parte ispirato alla tuta Pingvin, una tuta spaziale russa utilizzata a partire dagli anni '70. Utilizzando materiali elastici per posizionare carichi sul corpo, il GLCS tenta di imitare i carichi gravitazionali sperimentati mentre si è in piedi. Nel 2009 è stato condotto uno studio pilota in volo parabolico per valutare la fattibilità del progetto iniziale. Questa tuta crea un gradiente di carico sul corpo che aumenta gradualmente il carico del peso corporeo nei piedi. Sono state sviluppate ulteriori iterazioni del progetto iniziale e ora la versione attuale della tuta è in fase di test sulla ISS come parte di un progetto di ricerca sponsorizzato dall'ESA.

#### Altre tute di carico
DYNASUIT è un progetto concettuale che prevede una tuta che può essere divisa in molti sottosistemi. Ogni sottosistema controlla un aspetto diverso della tuta. Ad esempio, c'è un sottosistema di parametri biologici che misurerebbe le risposte fisiologiche come segnali muscolari (EMG), frequenza cardiaca, elettrocardiogramma, frequenza respiratoria, temperatura corporea, pressione sanguigna e saturazione del sangue. È presente anche un'unità di controllo centrale, così come un sottosistema muscolare artificiale che propone di utilizzare polimeri elettroattivi (EAP) o pneumatica per applicare forze sul corpo. Presenta inoltre un'interfaccia utente proposta per aiutare l'astronauta a interagire con la tuta. Questo potenziale progetto è ancora in fase di sviluppo e non è stato ancora prototipato.

### Terapia farmacologica
In generale, il modo in cui il corpo di una persona assorbe i farmaci in condizioni di gravità ridotta è significativamente diverso dalle normali proprietà di assorbimento qui sulla Terra. Esistono inoltre diverse terapie farmacologiche che vengono utilizzate per contrastare alcuni effetti collaterali dei voli spaziali prolungati. Ad esempio, la destroamfetamina è stata utilizzata dalla NASA per combattere la cinetosi spaziale e l'intolleranza ortostatica. È stato proposto l'uso dell'alendronato biofosfato per aiutare a prevenire la perdita ossea, ma non sono state trovate prove conclusive che dimostrino che sia utile in questo senso.

### Gravità artificiale
La gravità artificiale è l'aumento o la diminuzione della forza gravitazionale su un oggetto o una persona mediante mezzi artificiali. Per generare questa forza gravitazionale artificiale si possono utilizzare diversi tipi di forze, tra cui l'accelerazione lineare e la forza centripeta. È stato dimostrato che l'uso della gravità artificiale per contrastare la microgravità simulata (ad esempio il riposo a letto) sulla Terra ha risultati contrastanti per il mantenimento dei sistemi osseo, muscolare e cardiovascolare. Le centrifughe a braccio corto possono essere utilizzate per generare condizioni di carico superiori alla gravità, che potrebbero aiutare a prevenire la perdita di massa ossea e muscolare scheletrica associata ai voli spaziali prolungati e al riposo a letto. In uno studio pilota condotto da Caiozzo e Haddad nel 2008 sono stati confrontati due gruppi di soggetti: uno che era stato a riposo a letto per 21 giorni (per simulare gli effetti di un viaggio spaziale prolungato) e un altro che era stato a riposo a letto ma esposto alla gravità artificiale per un'ora al giorno. Hanno utilizzato una centrifuga a braccio corto per indurre artificialmente la forza gravitazionale. Dopo aver prelevato campioni di biopsia muscolare, hanno determinato che il gruppo che era stato esposto alla gravità artificiale non mostrava un deficit così grave in termini di area trasversale delle fibre muscolari. Sebbene questa tecnologia abbia il potenziale per contribuire a contrastare gli effetti negativi dei voli spaziali prolungati, l'applicazione di questi sistemi di gravità artificiale nello spazio presenta delle difficoltà. Ruotare l'intera navicella spaziale è costoso e aggiunge un ulteriore livello di complessità alla progettazione. Una centrifuga più piccola può essere utilizzata per fornire un'esposizione intermittente, ma le attività di esercizio disponibili nella piccola centrifuga sono limitate a causa dell'elevata velocità di rotazione richiesta per generare forze gravitazionali artificiali adeguate. Il soggetto può sperimentare "effetti vestibolari e di Coriolis spiacevoli" mentre si trova nella centrifuga. Diversi studi hanno suggerito che la gravità artificiale potrebbe rappresentare una contromisura adeguata per i voli spaziali prolungati, soprattutto se abbinata ad altre contromisure. Un progetto concettuale chiamato ViGAR (Virtual Gravity Artificial Reality) è stato proposto nel 2005 da Kobrick et al. e descrive un dispositivo che combina gravità artificiale, esercizio e realtà virtuale per contrastare gli effetti negativi dei voli spaziali prolungati. Include una bicicletta su una centrifuga e un sistema di realtà virtuale integrato.

### Metodi di esercizio

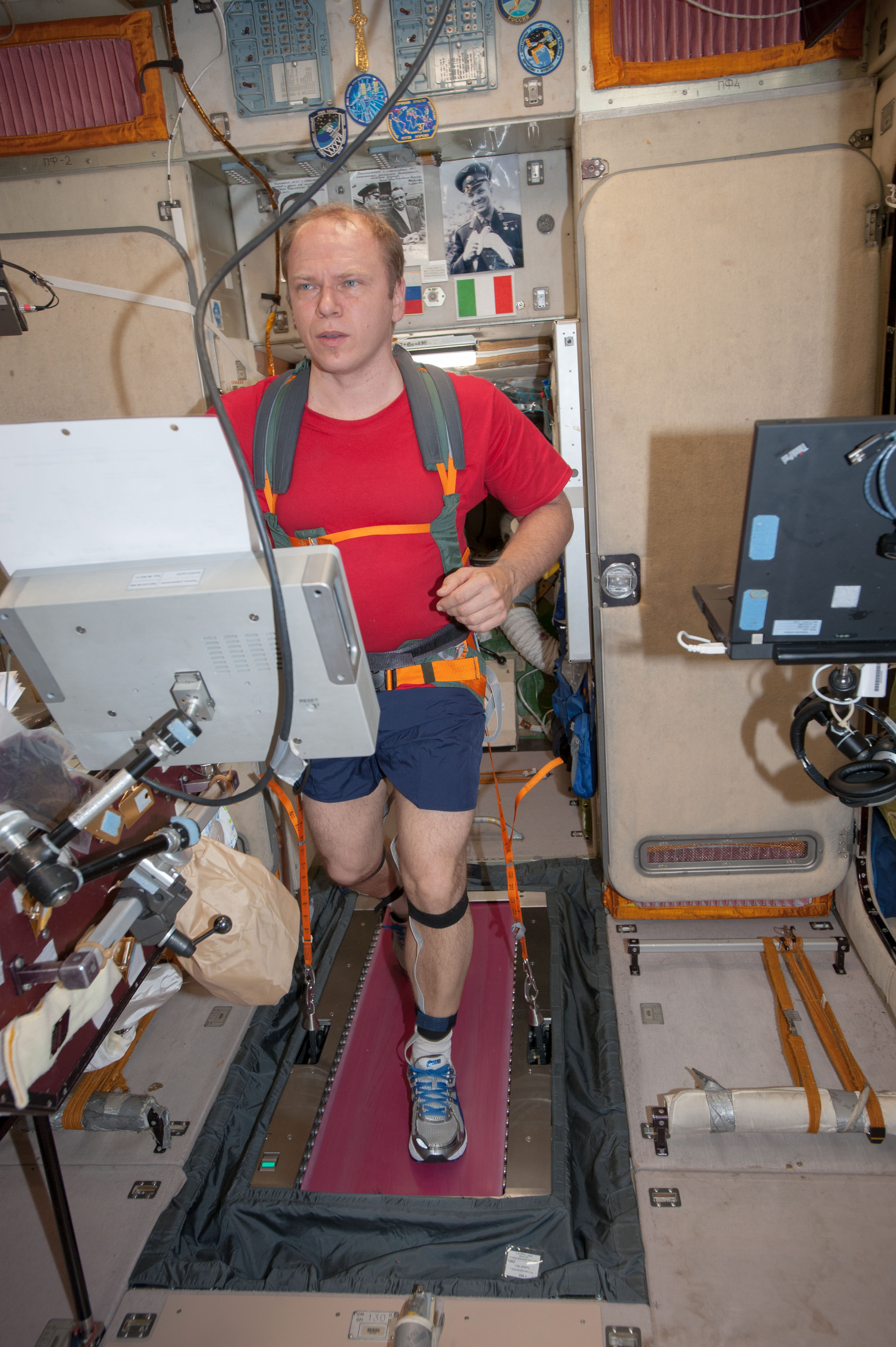
Il cosmonauta Roscosmos Oleg Kotov si allena sul BD-2 durante l'Expedition 38 nel modulo Zvezda

#### Treadmill Vibration Isolation and Stabilization (TVIS)
Il TVIS era un tapis roulant modificato, dotato di un sistema di isolamento dalle vibrazioni, che impedisce che le forze derivanti dall'esercizio vengono trasferite alla Stazione spaziale internazionale (ISS). Questo dispositivo veniva utilizzato in modo molto simile a un normale tapis roulant. Per tenere i piedi dell'utente a contatto con la superficie del tapis roulant è dotato di un sistema di cinghie chiamato sistema elastico in serie (Series Bungee System, SBS) che utilizza delle cinghie in lattice chiamati "dispositivi di carico soggetto" (Subject Load Devices, SLD) attaccati a un'imbracatura. Queste cinghie applicavano forze e carichi di resistenza in un intervallo compreso tra 18 e 100 kg sul corpo del membro dell'equipaggio mentre cammina o corre sul tapis roulant. Installato nel modulo Zvezda, venne sostituito da BD-2 nel 2013.

#### Cycle Ergometer with Vibration Isolation (CEVIS)

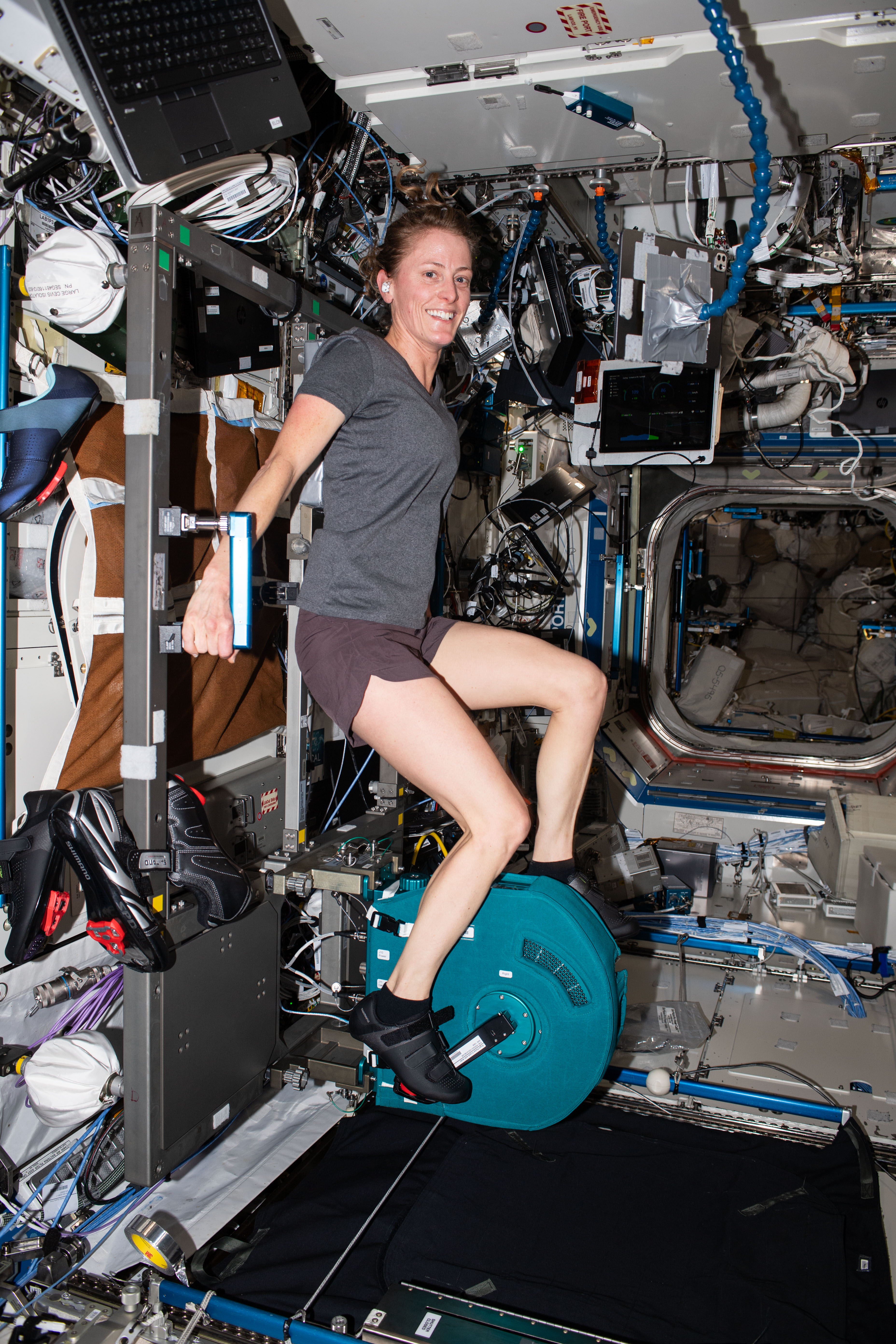
L'astronauta NASA Loral O'Hara dell'Expedition 70 si allena sul Teal CEVIS nel laboratorio Destiny

Il CEVIS forniva sia allenamento aerobico che cardiovascolare utilizzando attività di ciclismo. Il carico di lavoro imposto al soggetto poteva essere regolato con grande precisione. Gli astronauti potevano creare obiettivi di velocità, carico di lavoro e frequenza cardiaca. Era una versione modificata del cicloergometro Inertial Vibration Isolation and Stabilization (IVIS). Aveva un pannello di controllo che visualizzava il carico di lavoro target e il carico di lavoro effettivo, oltre alla velocità di pedalata, alla frequenza cardiaca, alla deviazione dalla velocità target e dalla frequenza cardiaca e al tempo di esercizio trascorso. L'intervallo del carico di lavoro era compreso tra 25 e 350 Watt. La velocità dei pedali variava da 30 a 120 giri al minuto. Era dotato di un sistema di isolamento dalle vibrazioni che impediva che i movimenti e le forze generate dall'esercizio del membro dell'equipaggio venissero trasferite alla Stazione Spaziale Internazionale. Era installato nel modulo Destiny fino al 2023 come parte del programma di esercizi settimanali degli astronauti, prima di essere sostituito con il Teal CEVIS.

#### Interim Resistance Exercise Device (iRED)

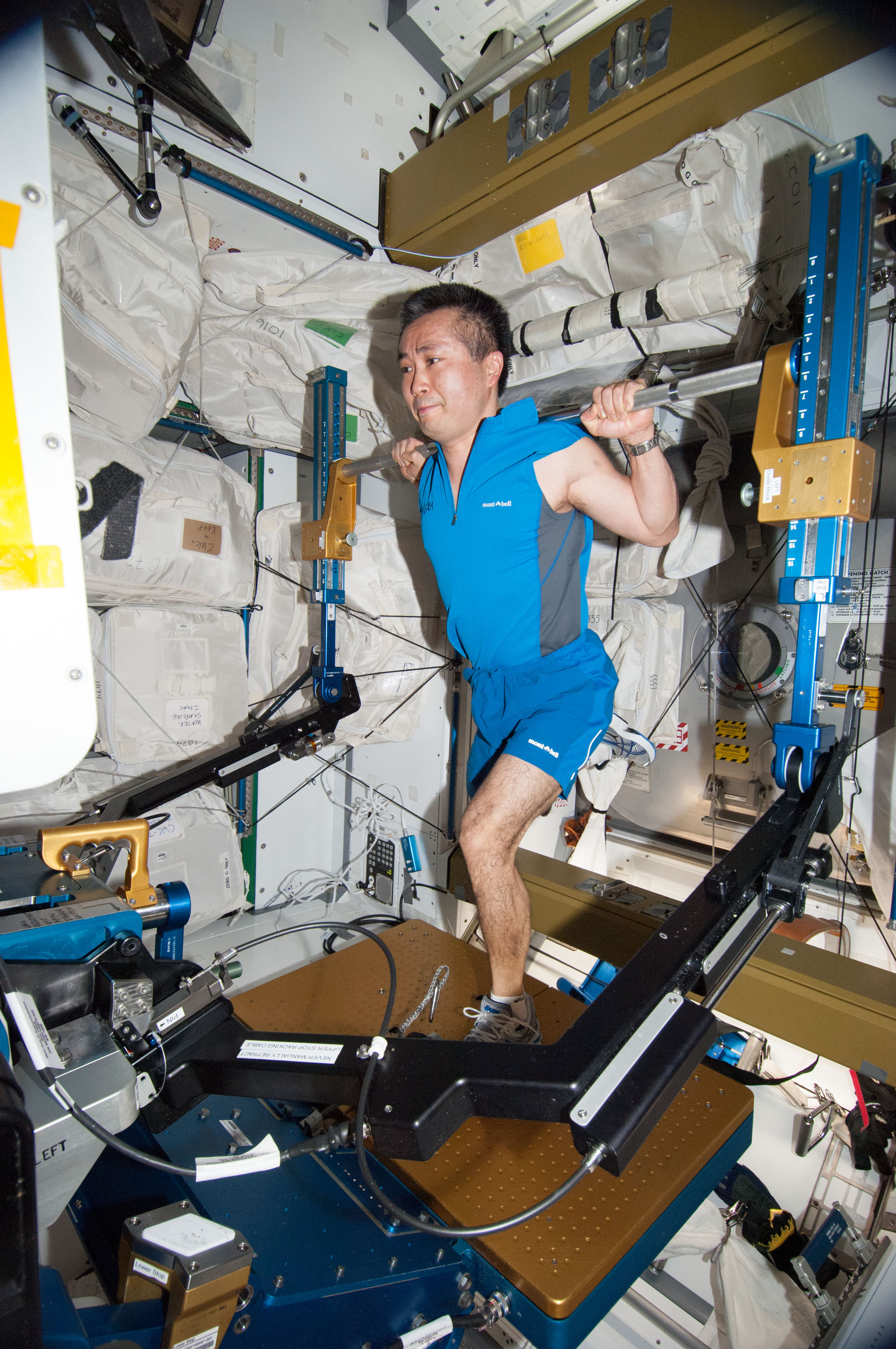
L'astronauta JAXA Koichi Wakata utilizza l'ARED durante l'Expedition 38 nel modulo Tranquility

L'iRED forniva esercizi di resistenza agli astronauti che aiutavano a prevenire l'atrofia muscolare e a ridurre al minimo la perdita ossea. Si concentrava sul mantenimento della forza, della potenza e della resistenza del membro dell'equipaggio. Era dotato di più di 18 esercizi diversi per la parte superiore e inferiore del corpo e forniva una forza di resistenza fino a 140 kg. Esempi di possibili esercizi includevano, ma non era limitati a: squats, straight-leg deadlifts, bent-leg deadlifts, heel raises, bend-over rows, upright rows, bicep curls, shoulder presses, ecc. È stato utilizzato quotidianamente come parte del regime di esercizi dei membri dell'equipaggio fino all'ottobre 2011, momento in cui è stato sostituito con il Advanced Resistive Exercise Device (ARED) situato nel modulo Tranquillity

#### Altri metodi di esercizio da utilizzare nello spazio
- Flywheel exercise device (FWED)[46]
- Multi-purpose Integrated Countermeasures Stimulator (M-ICS)[46]
- Resistive Vibration Exercise[46]
- Integrated Countermeasure and Rehabilitation Exerciser (ICARE)[46]
- Short Arm Human Centrifuge[46]
- Lower Body Negative Pressure Exercise (LBNP)[35][47]

#### Efficacia e valutazione di questi metodi
TVIS e iRED sono ampiamente inefficaci quando si tratta di mantenere il volume muscolare e la densità ossea. Sia il TVIS che l'iRED non possono generare forze simili a quelle sperimentate sulla Terra.  Le imbracature e le corde elastiche utilizzate in molti di questi dispositivi causano notevoli disagi e in futuro dovranno essere riprogettate per facilitarne l'uso prolungato. Il CEVIS, alla sua massima impostazione, e l'ARED sono gli unici dispositivi permanenti sulla ISS in grado di raggiungere carichi resistivi paragonabili a quelli terrestri. Il FWED (utilizzato sulla ISS nel 2009), adattato per il riposo a letto sperimentale a 1 g, ha raggiunto forze di resistenza superiori al peso corporeo e ha attenuato l'atrofia ossea e muscolare.
L'Agenzia Spaziale Europea impiega molti dispositivi diversi per valutare l'efficacia di diverse tecnologie di contromisure:
- Muscle Atrophy Research and Exercise System (MARES)
- Portable Pulmonary Function System (PPFS)
- Earlobe Arterialised Blood Collector (EAB C)
- Long-Term Medical Survey System (LTMS)
- Sistema di imaging a raggi X compatibile con ISS
- Sistemi di biofeedback e realtà virtuale: Enhanced Virtual-Reality System (eVRS)

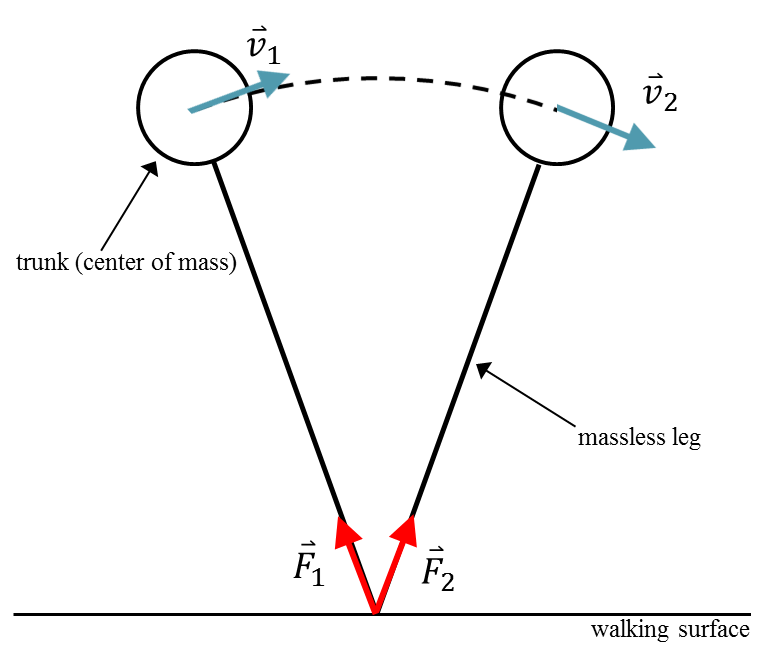
Centro di massa su una gamba senza massa che viaggia lungo il percorso della traiettoria del tronco nella teoria del pendolo invertito. I vettori di velocità sono mostrati perpendicolari alla forza di reazione al suolo al tempo 1 e al tempo 2.

## Cinematica della locomozione nello spazio
La gravità ha una grande influenza sulla velocità di camminata, sui modelli di attività muscolare, sulle transizioni dell'andatura e sulla meccanica della locomozione, ciò significa che è necessario studiare la cinematica della locomozione nello spazio per ottimizzare i movimenti in quell'ambiente. Sulla Terra, l'ipotesi della similarità dinamica viene utilizzata per confrontare l'andatura di persone di diverse altezze e pesi. Questa ipotesi afferma che mammiferi diversi si muovono in modo dinamicamente simile quando viaggiano a una velocità alla quale hanno lo stesso rapporto tra forze inerziali e forze gravitazionali. Questo rapporto è chiamato numero di Froude ed è un parametro adimensionale che consente di confrontare l'andatura di animali di diverse dimensioni e specie. Il numero di Froude si basa sulla massa della persona, sulla lunghezza delle gambe, sulla velocità della persona e sull'accelerazione gravitazionale. Indica il punto in cui una persona passa dalla camminata alla corsa e, per gli esseri umani, nella gravità terrestre, è in genere pari a circa 0,5. A livelli di gravità ridotti, gli individui passano a correre a velocità più basse, ma mantenendo comunque approssimativamente lo stesso numero di Froude. Quando si studia la locomozione nello spazio, queste stesse relazioni non sempre si applicano. Ad esempio, il modello del pendolo inverso per camminare potrebbe non essere applicabile in condizioni di gravità ridotta. In addition, when using a space suit, there are very apparent differences in the Froude number. Nel 2009, Christopher Carr e Jeremy McGee del MIT hanno sviluppato un parametro modificato chiamato numero Apollo. Il numero Apollo tiene conto del peso sostenuto dalla tuta spaziale e della differenza nell'accelerazione gravitazionale. Sebbene non spieghi tutte le differenze tra camminare con una tuta spaziale e senza, rappresenta il 60% di tale differenza e ha il potenziale per fornire informazioni preziose per l'ottimizzazione dei futuri progetti di tute spaziali.

## Energetica della locomozione nello spazio
Sulla Terra, per percorrere un miglio a piedi ci vuole metà dell'energia necessaria per farlo correndo. Al contrario, quando si utilizza una tuta spaziale in condizioni di gravità ridotta, correre è più efficiente che camminare. In genere, camminare in condizioni di gravità ridotta ha un costo metabolico elevato, il che significa che si verifica un certo ritardo della normale cinematica dell'andatura in questo ambiente. Durante la corsa in condizioni di gravità ridotta, il consumo di energia del corpo umano diminuisce proporzionalmente alla diminuzione del peso corporeo. Questi dati, uniti ad altre prove, indicano che le tute spaziali si comportano in modo simile alle molle durante la corsa, il che a sua volta ridurrebbe i costi del movimento rispetto alla camminata. Uno studio condotto da Christopher Carr e Dava Newman ha suggerito che la causa di questo comportamento a molla è il momento meccanico del ginocchio, ciò significa che nei movimenti che richiedono una maggiore flessione del ginocchio, il contributo della tuta spaziale sarà maggiore. Le limitazioni all'attività extraveicolare (EVA) nello spazio sono legate ai costi metabolici della locomozione in una tuta spaziale. Il costo metabolico si riferisce al costo energetico di un'attività fisica. In vista delle future missioni spaziali e della colonizzazione, è importante considerare le limitazioni dell'EVA. Gli aspetti che incidono maggiormente sul costo energetico del movimento in una tuta spaziale sono la pressurizzazione della tuta, la gravità, la velocità, la pendenza della superficie e la configurazione della tuta spaziale.